# Goran Bezina
Goran Bezina (* 21. März 1980 in Split, SR Kroatien) ist ein ehemaliger Schweizer Eishockeyspieler und derzeitiger -trainer mit kroatischer Staatsbürgerschaft. Der Verteidiger verbrachte den Großteil seiner aktiven Karriere zwischen 1997 und 2022 beim Genève-Servette HC in der Schweizer Nationalliga A (NLA) und absolvierte in diesem Zeitraum fast 900 Spiele. Zudem verbrachte Bezina drei Spielzeiten in der Organisation der Phoenix Coyotes, für die er drei Partien in der National Hockey League (NHL) absolvierte.

## Karriere

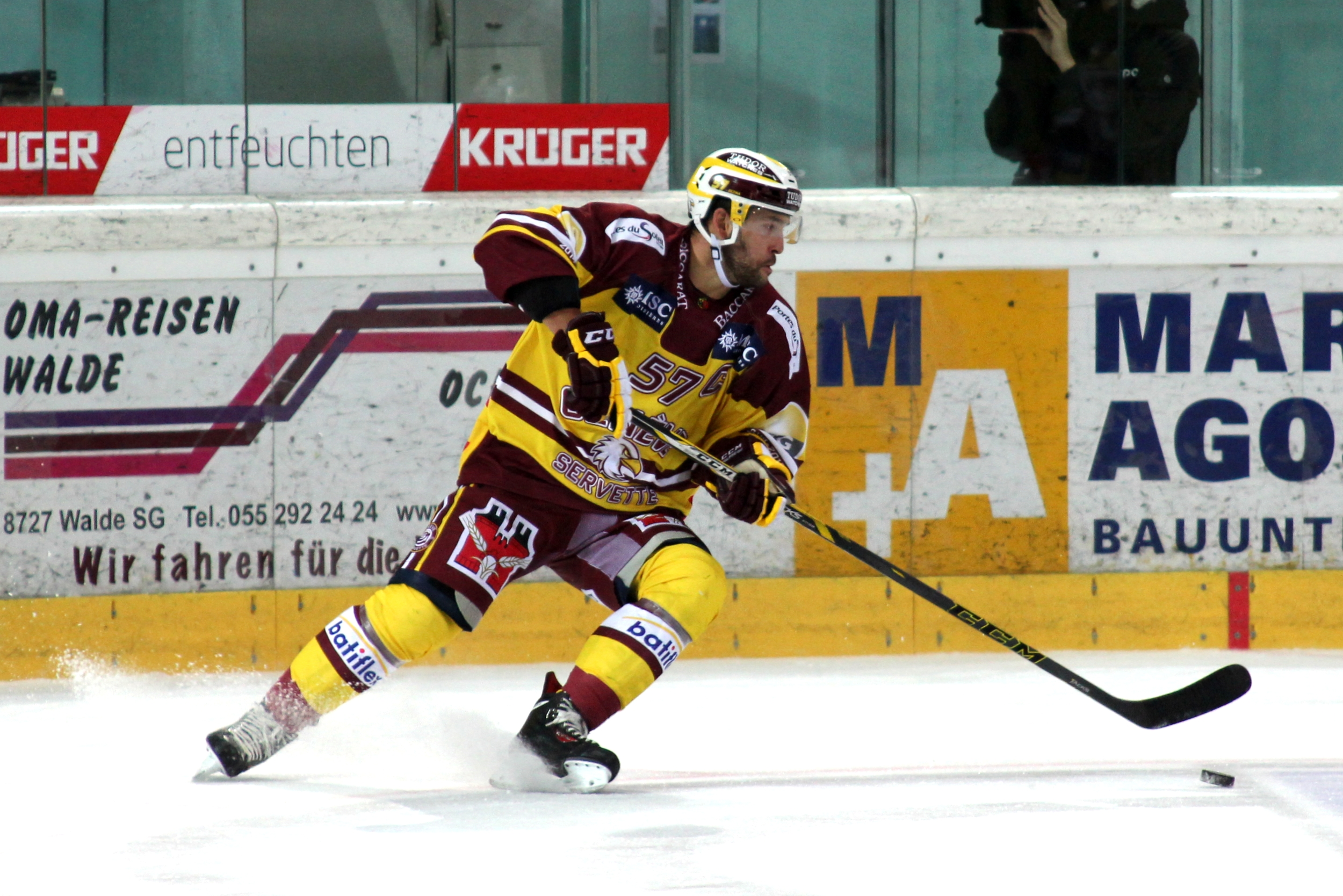
Bezina im Trikot des Genève-Servette HC (2014)

Nachdem Bezina eine Saison beim Villars HC in der 1. Liga gespielt hatte, gab er in der Saison 1998/99 sein Profidebüt bei Fribourg-Gottéron in der Nationalliga A (NLA). Während seiner Zeit in Fribourg wurde er im NHL Entry Draft 1999 in der achten Runde an 234. Position von den Phoenix Coyotes ausgewählt. Ab 2001 lief er drei Spielzeiten für die Springfield Falcons in der American Hockey League (AHL) auf. In der Saison 2003/04 kam er mit den Phoenix Coyotes zu drei Spieleinsätzen in der National Hockey League (NHL). Im Sommer 2004 kehrte Bezina zurück in die Schweiz und spielte fortan für den Genève-Servette HC. Im Anschluss an die Saison 2006/07 spielte Bezina die Playoffs mit dem EC Red Bull Salzburg in der österreichischen Erste Bank Eishockey Liga (EBEL) und gewann mit ihm den nationalen Meistertitel. In den Spielzeiten 2007/08 und 2009/10 wurde er mit Servette Vizemeister.
Nach dem Ende der Saison 2015/16 verliess er Genève-Servette und wechselte zum KHL Medveščak Zagreb in die Kontinentale Hockey-Liga (KHL). Ende Januar 2017 kehrte Bezina zu Genève-Servette zurück. Für die Saison 2019/20 wurde er vom HC Sierre aus der Swiss League verpflichtet. Dort war er bis zum Saisonende 2021/22 aktiv, im Anschluss beendete Bezina seine aktive Karriere und wurde als Trainer tätig. Bei den Wallisern wurde er zur Saison 2022/23 als Assistenztrainer angestellt.

### International

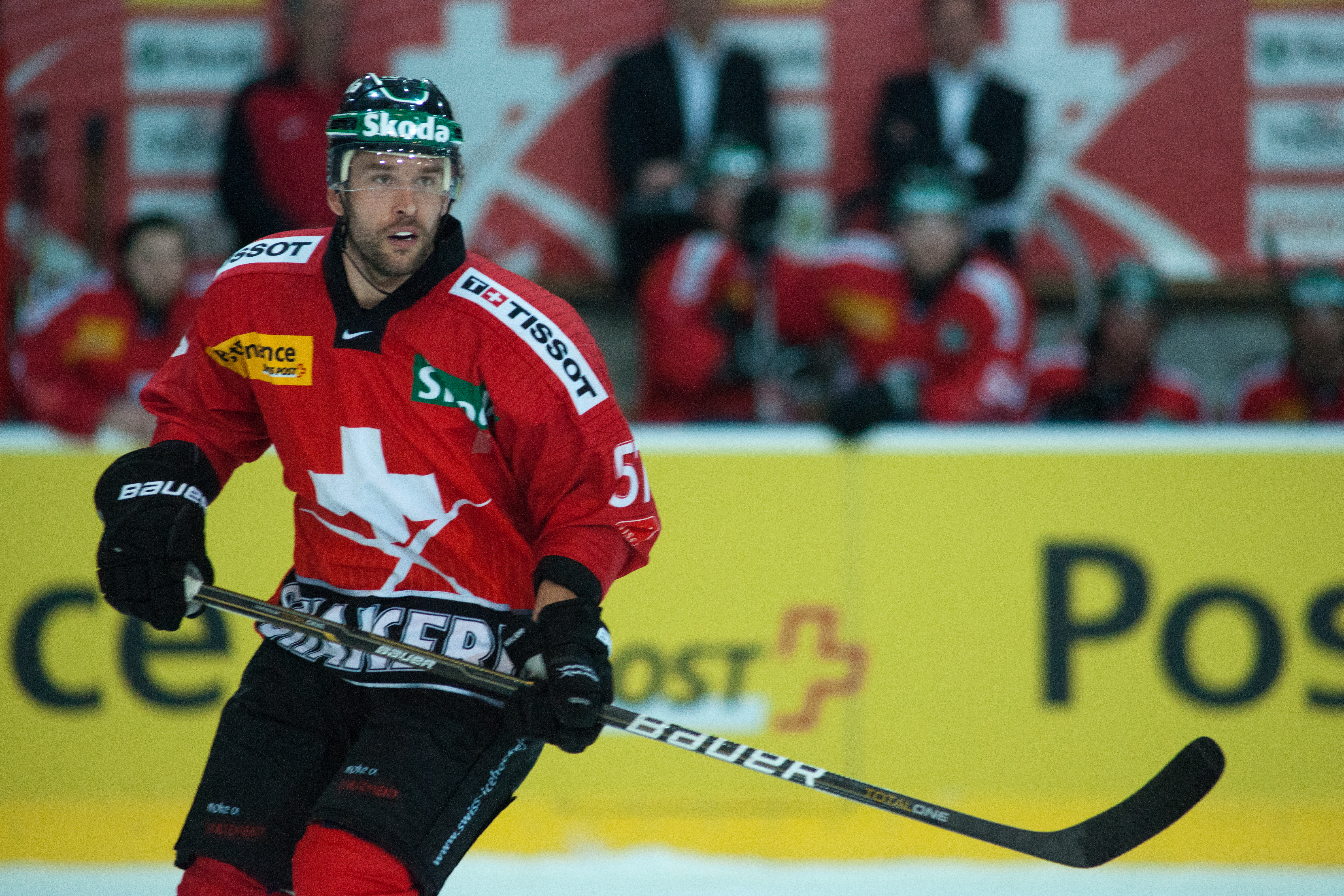
Bezina als Spieler der Schweizer Nationalmannschaft (2011)

Für die Schweiz nahm Bezina im Juniorenbereich an der U18-Junioren-Europameisterschaft 1998 sowie den U20-Junioren-Weltmeisterschaften 1999 und 2000 teil. Im Seniorenbereich stand er im Aufgebot seines Landes bei den A-Weltmeisterschaften 2001, 2003, 2004, 2005, 2006, 2007, 2008, 2009, 2010 und 2011 sowie bei den Olympischen Winterspielen 2006 in Turin.

## Erfolge und Auszeichnungen
| - 1998 Meister der 1. Liga mit dem Villars HC - 2001 Bester Schweizer Verteidiger in der Nationalliga A - 2007 Bester Schweizer Verteidiger in der Nationalliga A - 2007 Österreichischer Meister mit dem EC Red Bull Salzburg - 2007 NLA Media All-Star Team - 2007 NLA Media Swiss All-Star Team - 2008 Schweizer Vizemeister mit dem Genève-Servette HC - 2008 NLA Media All-Star Team | - 2008 NLA Media Swiss All-Star Team - 2009 NLA Media Swiss All-Star Team - 2010 All-Star-Team des Spengler Cups - 2010 Schweizer Vizemeister mit dem Genève-Servette HC - 2012 NLA Media Swiss All-Star Team - 2013 NLA Swiss All-Star Team - 2013 Spenlger-Cup-Gewinn mit dem Genève-Servette HC - 2014 Spenlger-Cup-Gewinn mit dem Genève-Servette HC |

## Karrierestatistik

### International
Vertrat die Schweiz bei:
| - U18-Junioren-Europameisterschaft 1998 - U20-Junioren-Weltmeisterschaft 1999 - U20-Junioren-Weltmeisterschaft 2000 - Weltmeisterschaft 2001 - Weltmeisterschaft 2003 - Weltmeisterschaft 2004 - Qualifikationsturnier für die Olympischen Winterspiele 2006 - Weltmeisterschaft 2005 | - Olympischen Winterspielen 2006 - Weltmeisterschaft 2006 - Weltmeisterschaft 2007 - Weltmeisterschaft 2008 - Weltmeisterschaft 2009 - Weltmeisterschaft 2010 - Weltmeisterschaft 2011 - Weltmeisterschaft 2012 |

(Legende zur Spielerstatistik: Sp oder GP = absolvierte Spiele; T oder G = erzielte Tore; V oder A = erzielte Assists; Pkt oder Pts = erzielte Scorerpunkte; SM oder PIM = erhaltene Strafminuten; +/− = Plus/Minus-Bilanz; PP = erzielte Überzahltore; SH = erzielte Unterzahltore; GW = erzielte Siegtore; 1 Play-downs/Relegation; Kursiv: Statistik nicht vollständig)